# Minasoro Fútbol Club
El A.C. Minasoro Fútbol Club es un club de fútbol profesional de la ciudad de El Callao, Venezuela y actualmente juega en la Tercera División de Venezuela.

## Historia
El Minasoro fue fundado en 1958 como tributo a los Trabajadores del Oro y con las claras ideas de quienes gerenciaban la Empresa Minas de Oro de El Callao (MOCCA), apadrinados por George Griffin, Enrique Araujo, Guillermo Orsini,Alexander Fittipaldi , Marcos Fittipaldi , Pedro Felipe Muratti, Eugenio Locher, Félix Ramos, inmediato a su fundación lo registran ante la Federación Venezolana de Fútbol el mismo año.
Luego de la Temporada 2007-2008, el equipo participa en la Segunda División B de Venezuela donde lideró el grupo Centro Oriental durante el torneo Apertura 2008, con un total de 32 puntos en 14 partidos disputados; perdió la final de dicho torneo con el Unión Atlético San Antonio con un marcador de 3 goles a 1. Para el Torneo Clausura, los resultados no fueron tan buenos como el apertura, logrando el sexto lugar con un total de 16 pts; quedaría ubicado tercero del grupo Centro Oriental de dicha temporada, manteniéndose así, un año más en la Segunda División B de Venezuela
Para la Temporada 2009-2010, se logra un buen desempeño para el Torneo Apertura 2009, siendo líderes de la División Oriental, así como ocurrió en el Apertura 2008, con un total de 15 unidades, llegando con esto al triangular final, que fue disputado contra el Lotería del Táchira FC (Líder de la División Occidental) y el Unión Atlético Aragua (Líder de la división Central) y donde logra coronarse campeón del Torneo Apertura 2009, obtener la primera plaza de ascenso para la Segunda División de Venezuela y la primera plaza para disputar la final de la temporada 2009-2010. Minasoro FC mantendría su buen nivel para el Clausura, liderando nuevamente la división Oriental, lo que le permitiría acceder nuevamente al triangular por el título, pero esta vez, no podría lograr el campeonato como en el Apertura, siendo el campeón Lotería del Táchira FC. Perdería la final de la temporada contra Lotería del Táchira FC con un abultado marcador de 7 goles contra 4.
Habiendo logrado el ascenso a la Segunda División de Venezuela para la temporada 2010-2011, el equipo tiene un rendimiento irregular en ambos torneos, de igual modo mantiene la categoría una temporada más. En la temporada 2011-2012, Participa en el Torneo Apertura, con un pobre rendimiento, termina dicho torneo siendo penúltimo en el Grupo Oriental con apenas 12 puntos en 14 partidos, por lo que no logra avanzar al torneo por el ascenso, y debe disputar la permanencia en la Segunda División de Venezuela en el Torneo Clausura. Para dicho torneo, el equipo no logra buenos resultados, siendo penúltimos nuevamente en el Grupo Oriental, consumando su regreso a la Tercera División de Venezuela para la temporada 2012-2013.
Tras el regreso a la Tercera División de Venezuela, el histórico equipo de El Callao casi no logra afrontar la temporada 2012-2013 debido a que presentaban deudas con la FVF de torneos anteriores, afortunadamente la deuda con el ente rector del balompié venezolano fue saldada y eso le permitió participar.  Tomó parte del Grupo Oriental en el Apertura 2013, donde sumó 3 victorias, 4 empates y 2 derrotas para finalizar en la cuarta casilla con un total de 13 puntos, lo que le impide luchar por el ascenso a la Segunda División para la siguiente mitad de la temporada; el grupo fue liderado por Margarita FC con 19 unidades.
El año 2015 Minasoro experimenta el mejor momento de su historia como profesional.
En el mes de mayo se tituló Campeón Invicto del torneo clausura del grupo oriental de la tercera división del fútbol profesional venezolano con 21 puntos.
En agosto inició el Torneo de Adecuación de forma arrolladora buscando el ascenso a Segunda División y en las primeras cuatro jornadas conserva el invicto con 12 puntos y 17 goles a favor.
En el 2018 siendo parte de la Tercera división luego de haber agredido a un árbitro al final de un juego contra Caracas FC, la Federación Venezolana decide suspender al equipo de toda competición. A continuación comunicado emitido el día 19 de noviembre por parte de la federación:
"La Federación Venezolana de Fútbol anunció la inhabilitación de los jugadores y el cuerpo técnico del club, a raíz de los episodios de violencia que ocurrieron en el partido ante Caracas.
El Minasoro FC fue expulsado de la competición en su categoría, mientras que sus futbolistas y cuerpo técnico permanecerán inhabilitados, según una resolución de la Federación Venezolana de Fútbol. La sanción es consecuencia de la agresión a un árbitro por parte de jugadores del club en el partido que disputó con Caracas el 10 de noviembre."

## Estadio
Juega sus encuentros de local en el Estadio Héctor Thomas, que cuenta con una capacidad para 5.000 espectadores.

## Uniforme
- Uniforme titular: Camiseta amarilla con franjas negras, pantalón y medias negras.
- Uniforme alternativo: Camiseta negra con franjas amarillas, pantalón y medias negras.

- Datos: Q6016903